# برونو سوزوكي
برونو سوزوكي (باليابانية: 鈴木 ブルーノ) (20 مايو 1990 في بارا في البرازيل – )؛ هو لاعب كرة قدم ياباني سابق كان يلعب كمهاجم.

## وصلات خارجية
- برونو سوزوكي على موقع رابطة كرة القدم اليابانية للمحترفين (اليابانية)
- برونو سوزوكي على موقع قاعدة بيانات كرة القدم.إي يو (الإنجليزية)
- برونو سوزوكي على موقع Soccerway.com (الإنجليزية)
- برونو سوزوكي على موقع عالم كرة القدم.نت (الإنجليزية)